# Coppa d'Asia (calcio a 5 femminile)
La Coppa d'Asia (en. AFC Women's Futsal Asian Cup) è una manifestazione di calcio a 5 femminile che si svolge con cadenza biennale e che mette a confronto le migliori nazionali a livello asiatico. 

## Storia
La prima edizione del torneo, istituito come "AFC Women's Futsal Championship", si è disputata nel 2015. A partire dal 2021 la denominazione della competizione è stata modificata in "AFC Women's Futsal Asian Cup".

## Edizioni
| Anno          | Ospitante  | Finale                                                | Finale                                                | Finale                                                | Finale 3º posto                                       | Finale 3º posto                                       | Finale 3º posto                                       |
| Anno          | Ospitante  | Vincitore                                             | Risultato                                             | Secondo posto                                         | Terzo posto                                           | Risultato                                             | Quarto posto                                          |
| ------------- | ---------- | ----------------------------------------------------- | ----------------------------------------------------- | ----------------------------------------------------- | ----------------------------------------------------- | ----------------------------------------------------- | ----------------------------------------------------- |
| 2015 Dettagli | Malaysia   | Iran                                                  | 1 - 0                                                 | Giappone                                              | Thailandia                                            | 4 - 1                                                 | Malaysia                                              |
| 2018 Dettagli | Thailandia | Iran                                                  | 5 - 2                                                 | Giappone                                              | Thailandia                                            | 0 - 0 (dts) 3 - 2 (dtr)                               | Vietnam                                               |
| 2020 Dettagli | Kuwait     | cancellata a causa della pandemia di COVID-19 in Asia | cancellata a causa della pandemia di COVID-19 in Asia | cancellata a causa della pandemia di COVID-19 in Asia | cancellata a causa della pandemia di COVID-19 in Asia | cancellata a causa della pandemia di COVID-19 in Asia | cancellata a causa della pandemia di COVID-19 in Asia |
| 2025 Dettagli | ?          |                                                       | -                                                     |                                                       |                                                       | -                                                     |                                                       |